# Ebeneser Þórarinsson
Ebeneser Þórarinsson (ur. 27 sierpnia 1931 w Fagrahvammi, zm. 9 lutego 2003 w Ísafjörður) – islandzki biegacz narciarski.

## Lata młodości
Był synem Þórarinna Sigurðura Jóhannessona i Guðrún Kristjany Ebenesersdóttir.

## Kariera
W 1950 zwyciężył w mistrzostwach kraju w kategorii 17-19 lat na 18 km z czasem 56:53.
Rok później powtórzył to osiągnięcie uzyskując czas 1:01:33.
W 1952 wziął udział w igrzyskach olimpijskich. Zajął 40. miejsce w biegu na 18 km z czasem 1:11:10. Był także członkiem sztafety 4 × 10 km, która uplasowała się na 11. pozycji z czasem 2:40:09. Był najmłodszym Islandczykiem na tych igrzyskach.
W 1953 startował w mistrzostwach kraju, na których reprezentował klub Ísfirðinga. Zajął 4. miejsce na 15 km z czasem 1:23,25, był 2. w sztafecie 4 × 10 km i uplasował się na 3. pozycji w biegu na 30 km z czasem 2:15,54.

## Życie prywatne
Był synem Þórarinna Sigurðura Jóhannessona i Guðrún Kristjany Ebenesersdóttir. 4 lipca 1953 wziął ślub z Ólafíą Elísabetą Agnarsdóttir. Miał z nią siedmioro dzieci.